# Granulocit eozinofil
Granulocitele eozinofile, cu denumirea alternativa de eozinofile sau acidofile, sunt granulocitele responsabile pentru raspunsului imunitar impotriva parazitilor multicelular si a unor infectii virale la vertebrate. Acestea sunt granulocitele care iau nastere in maduva osoasa in timpul hematopoiezei inainte de a ajunge in sange. Eozinofilele reprezinta in jur de 1-6 % din numarul total de leucocite. Numele lor provine de la faptul că aceste celule au afinitate pentru coloranții acizi (eozina), care le da o coloratie specifica rosu-caramizie. 
Eozinofilele conțin granule mici citoplasmatice, care contin numeroase substante active, precum histaminaza, ribonucleaza si eozinofil peroxidaza. Acestea sunt raspandite in bulbul rahidian, timus, tractul gastrointestinal inferior, ovar, uter, splina, precum si in nodulii limfatici. Prezenta lor in alte organe poate fi un semn de boala. Eozinofilele au un diametru de aproximativ 12-17 μm. 

O creștere a numărului eozinofilelor (eozinofilie) poate fi un simptom al:
- unei boli alergice (astm bronsic, dermatita alergica);
- parazitoza;
- neoplezii (leucemii, cancer);
- boli inflamatorii (lupus eritamos);
- boli ale pielii
- boli ale tesutului conjunctiv (artrita)